# 六本土守備
整賣宣撫司是清乾隆年間設於雲南的一個土司，由普洱府所管轄，後被緬甸佔據，其地在今泰國南奔府。

## 沿革
在整賣宣撫司以南，乾隆三十一年十月，整賣召齋納提至孟艮投誠時，六本頭目召猛齋隨即前來，授六本土守備，經緯度在北二十二度偏西十八度三千三百里。乾隆三十五年，議擇地安置，後安插省城，皆安分，乾隆四十二年六月，移烏嚕木齊等處安置，四十三年，解往烏嚕木齊安插。